# Copa Asia Jalisco 2011
La Copa Asia Jalisco 2011 fue la primera edición, en la que participaron el Club Deportivo Guadalajara, el Club Universidad de Guadalajara, el Atlas de Guadalajara y el club Surcoreano Daejeon Citizen. Sirvió de pretemporada para el Torneo Clausura 2012. El torneo fue organizado por Clubes Unidos de Jalisco.

## Sistema de competición
- El torneo tuvo una duración de 2 días o jornadas. Se celebró entre el 28 y el 30 de diciembre de 2011, a razón de dos partidos por equipo.

- Cada equipo consiguió 3 puntos por cada partido ganado, 1 punto por partido empatado y 0 por partido perdido.

- El club que sumó mayor cantidad de puntos fue el ganador. En caso de empate, se decidió por diferencia de goles.

## Jornada 1[1][2]
| 28 de diciembre de 2011 - 10:00 | Guadalajara | 0:0 | U de G | Estadio Omnilife, Guadalajara |  |

| 28 de diciembre de 2011 | Atlas                            | 3:0 | Daejeon Citizen | Estadio Jalisco, Guadalajara |  |
|                         | Maldonado 49' · Barraza 73', 85' |     |                 |                              |  |

## Jornada 2
| 30 de diciembre de 2011 - 17:00 | U de G         | 1:0 | Daejeon Citizen | Estadio Omnilife, Guadalajara |  |
|                                 | González 17' · |     |                 |                               |  |

| 30 de diciembre de 2011 - 20:00 | Guadalajara | 0:3 | Atlas                        | Estadio Omnilife, Guadalajara |  |
|                                 |             |     | Santana 39' · Romero 68' 77' |                               |  |

## Posiciones
| Equipo          | Pts | PJ | PG | PE | PP | GF | GC | Dif |
| --------------- | --- | -- | -- | -- | -- | -- | -- | --- |
| Atlas           | 6   | 2  | 2  | 0  | 0  | 6  | 0  | 6   |
| U de G          | 4   | 2  | 1  | 1  | 0  | 1  | 0  | 1   |
| Guadalajara     | 1   | 2  | 0  | 1  | 1  | 0  | 3  | -3  |
| Daejeon Citizen | 0   | 2  | 0  | 0  | 2  | 0  | 4  | -4  |

| Campeón Atlas de Guadalajara Primer título |

| Predecesor: - | Copa Jalisco Copa Asia Jalisco 2011 | Sucesor: Copa Jalisco 2012 |